# Ишвара Пури
И́швара Пу́ри (IAST: Īśvara Purī) — санньясин индуистской традиции адвайта, давший духовное посвящение основоположнику гаудия-вайшнавизма Чайтанье Махапрабху.

## Биография
Ишвара Пури родился в брахманской семье в деревне Кумархатта в Бенгалии, где сейчас расположена железнодорожная станция с таким же названием. Он был самым близким учеником Мадхавендры Пури. О его жизни известно очень мало. В «Чайтанья-чаритамрите» Кришнадасы Кавираджи говорится, что на последнем этапе жизни Мадхавендра Пури стал совсем немощным и совершенно не мог передвигаться. Ишвара Пури посвятил себя служению своему гуру до такой степени, что убирал его кал и мочу собственными руками. Ишвара Пури постоянно воспевал мантру «Харе Кришна» и рассказывал Мадхавендре Пури об играх Кришны, помогая таким образом Мадхавендре Пури помнить Кришну. Довольный Ишварой Пури, Мадхавендра Пури дал ему благословение, что он будет «великим преданным и возлюбленным Кришны». Благодаря своему служению и любви к своему духовному учителю Ишвара Пури стал такой великой святой личностью, что сам Чайтанья Махапрабху принял у него духовное посвящение.
То, как Чайтанья познакомился с Ишварой Пури, описывается в «Чайтанья-бхагавате». Свои детство и юность Чайтанья провёл в Навадвипе и был известен под именами Вишвамбхара и Нимай. У Нимая была своя собственная школа санскрита и он был известен своей учёностью. В «Чайтанья-бхагавате» описывается, как однажды Ишвара Пури пришёл в Навадвипу, а Нимай возвращался домой после занятий с несколькими своими учениками и по дороге домой увидел Ишвару Пури. Нимай выразил Ишваре Пури своё почтение и пригласил его принять прасад у себя дома. Мать Нимая, Шачидеви, приготовила праздничный обед, после принятия которого Ишвара Пури начал рассказывать об играх Кришны.
Затем, в течение семи месяцев, Ишвара Пури оставался в доме Гопинатхи Ачарьи в Навадвипе, где Нимай каждый вечер навещал его после занятий со своими учениками. Ишвара Пури также проводил много времени в доме Гададхары Пандита, читая произведение своего собственного сочинения под названием «Кришна-лиламрита» и затем объясняя различные сокровенные вещи.
Спустя некоторое время Нимай пришёл в Гаю, где как раз был Ишвара Пури, и получил у него духовное посвящение. Чайтанья не нуждался в духовном учителе, но так как он играл роль ачарьи, то есть того, кто учит своим собственным примером, он принял Ишвару Пури своим гуру. Таким образом Чайтанья дал всем людям пример, он показал всем образец того, как следует почитать своего гуру.
Описывается, что Чайтанья посетил Кумархатту — место рождения Ишвары Пури и взял там немного земли. Он её тщательно хранил и каждый день ел её понемногу.